# Beoli
Beoli is een plaats in het district Doda van het Indiase unieterritorium Jammu en Kasjmir.

## Demografie
Volgens de volkstelling uit 2011 heeft Beoli een populatie van 2.472, waarvan 1.285 mannen en 1.187 vrouwen. Onder hen waren 480 kinderen met een leeftijd tussen de 0 en 6 jaar. De plaats had in 2011 een alfabetiseringsgraad van 62,85%. Onder mannen bedroeg dit 74,51% en onder vrouwen 50,72%.